# カルボン湖
カルボン湖（カルボンこ、西: Laguna del Carbón）は、アルゼンチン・パタゴニアのサンタクルス州にある湖。内陸湖であり塩湖である。サン・フリアン大窪地にあり、北東54kmの距離にマガジャネス・デパルトメントの政庁所在地プエルト・サン・フリアン（人口約6,000人）がある。パタゴニアの他地域同様に、湖周辺からは恐竜の化石が発見されている。
湖面標高は-105mであり、アルゼンチン、南米、西半球でもっとも標高が低い自然地形である。地球全体でみると、-418mの死海（ユーラシア大陸最低標高地点、ヨルダンとイスラエル）、-214mのガリラヤ湖付近の無名地点（シリア）、-155mのアッサル湖（アフリカ大陸最低標高地点、ジブチ）、-154mのアイディン湖（中国）、-133mのカッターラ低地（エジプト）、-132mのKaragiye（カザフスタン）、-125mのアファール盆地（エリトリア）などに次いで標高が低い地点である。なお、南極のベントリー氷河底地溝は氷河に覆われているが、死海より遥かに低い-2555mであり、海水に覆われていない地点としては地球上でもっとも標高が低い地点である。なお、北アメリカ大陸の最低標高地点は-86mのデスヴァレー（アメリカ）であり、オーストラリア大陸の最低標高地点は-16mのエーア湖である。
アルゼンチンにはカルボン湖の他にも-72mのグアリーチョ窪地（リオ・ネグロ州）、-42mのグランデ塩類平原/チカ塩類平原（チュブ州・バルデス半島）などがある。